# Molí de Vilardell
El molí de Vilardell és un molí situat al terme municipal de la Quar, al Berguedà. Està inventariat com a patrimoni immoble al mapa de patrimoni de la Generalitat de Catalunya amb el número IPAC-3542. Actualment és utilitzat com a segona residència.

## Descripció i característiques
El moli de Vilardell és una construcció d'estructura clàssica coberta a dues vessants i el carener perpendicular a la façana, orientada a llevant. És una construcció de tres pisos adaptada als desnivells del terreny. Presenta unes petites i senzilles finestres amb llindes de fusta i una eixida amb balconada de fusta que deixa veure les encavallades de la coberta. Els murs, fets amb maçoneria, són arrebossats (des de principis del segle xix). La construcció de la nova pista forestal de la riera de Merlès ha malmès el rec i la bassa situats al sector de tramuntana de la masia, però es conserva la resclosa i bona part dels mecanismes del molí (rodet, moles, escairador, etc.)

## Història
El molí de Vilardell fou construït a peu de la riera de Merlès. Té els seus orígens a l'època medieval (segle xi), però fou reformat i modernitzat al segle xvii. La última reforma és de l'any 1819. Propietat de la família Vilardell, propietaris de la masia del mateix nom del terme municipal de la Quar i del gran casal urbà de Borredà, fou molt actiu durant tota l'època medieval i moderna, i funcionà fins a la dècada dels quaranta del segle xx.